# SAE800
A SAE800 egy integrált áramkör, mely speciális gong hangot tud lejátszani. A Siemens találta fel, de az Infineon is gyártja. Előfordul SMD-ben és furatszerelt változatban is. Ez egy gong hangot lejátszani tudó, általában ajtócsengőkben használt, 8 lábú processzor IC. Csupán néhány külső alkatrészt igényel.

## Jellemzők
Az IC névleges jellemzői:
- Tápfeszültség 2,8-18V-ig
- Kevés külső alkatrész (nincs elektrolit kondenzátor)
- 1-szer, 2-szer, ill. 3-szor tud csöngetni
- Hangerőszabályzási lehetőség
- Rövidzár-védelem
- Vészleállás magas hőmérsékleten

### Lábkiosztás
A lábkiosztás a következő:
- 1-es láb: Föld
- 2-es láb: Kimenet (+)
- 3-as láb: Tápfeszültség
- 4-es láb: Hangosságszabályzó (-)
- 5-ös láb: Oszcillátor ellenállás (10K ajánlott) (-)
- 6-os láb: Oszcillátor kondenzátor (4,7nF ajánlott) (-)
- 7-es láb: 2x csöngetés (+)
- 8-as láb: 1x csöngetés (+)

A 3x csöngetéshez a 7-es és a 8-as lábat egyszerre kell áram alá helyezni. Erre a célra diódát tanácsos alkalmazni!

### Belső felépítés
Belül sok egység található több ezer tranzisztorral. Indító áramkör, logikai egység (vezérlő), erősítő, hőmérséklet figyelő, és oszcillátor.

#### Indító áramkör
Figyeli a bemenetek állapotát. A bemenetek valamelyikének magas szinter váltásakor indítja a processzort, illetve a megfelelő dallam lejátszásához szükséges jelet elküldi. Amíg a dallam véget nem ért, a processzor kikapcsolva tartja ezt az egységet, tehát lejátszás közben a gombnyomások nem kerülnek megfigyelésre. Az adatlap szerint néhány mikroampert fogyaszt.

#### Logikai egység
A tulajdonképpeni 4 bites processzor. Tartalmazza a 3 dallamot, illetve képes Teszt üzemmódban is működni. Ezenkívül a kimeneti D/A átalakítót és az erősítőt is vezérli.

#### Kimeneti fokozat
A D/A átalakító a processzorból kijövő 4 bites gépi szavaknak megfelelő lépcsőzetes jeleket állítja elő, amit aztán az 1600-szoros erősítésű erősítő (1 db NPN tranzisztor) kap meg, és továbbítja a kimenetre.

#### Hőmérséklet mérő
Méri a chip hőmérsékletét. Amennyiben a chip hőmérséklete körülbelül 170 fok fölé kúszik, úgy letiltja a kimenetet addig, míg a chip vissza nem hűl 150 fok körüli hőmérsékletre.

#### Hangosságszabályzó
Egy (külső) beállító ellenállástól vezérelve szabályozza a kimeneti D/A átalakítót. A hozzátartozó L láb speciális beállításával a dallam 1/30-ad részére megrövidíthető, teszt célokra.

#### Oszcillátor
Külső kondenzátorral és ellenállással beállítható egység, az órajelet biztosítja, ezáltal meghatározza az egész IC sebességét. Ha a dallam lejátszása közben valamelyik lábat közvetlenül földre "húzzuk", úgy a dallam lejátszása elölről kezdődik.

### Módok

#### Készenléti mód
Az IC ha csak áramot kap, készenléti módba kerül, ilyenkor várja a gombnyomásokat. Készenléti módban néhány mikroampert fogyaszt.

#### Csengetések
- Egyszer csönget, ha a 8-as láb pozitív tápfeszültséget kap. Ilyenkor a 3 részből álló gong hang első harmadát játssza le.
- Kétszer csönget, ha a 7-es láb kerül a pozitív potenciálra. Ilyenkor 3 részből 2-t játszik le.
- Háromszor csönget, ha a 7-es és a 8-as láb egyszerre kap pozitív feszültséget. A tökéletes működés érdekében a harmadik gombot diódákkal kell kapcsolni a lábakhoz.

## Külső alkatrészek

### Oszcillátor
Az 5-ös és 6-os lábbal lehet szabályozni a működési sebességet. Az alkatrészeket a negatív potenciál és a lábak közé kell bekötni. Az ajánlott frekvenciához az 5-ös lábra 10 kiloohmos ellenállás, a 6-os lábra pedig 4,7 nF-os kondenzátor szükséges.

### Hangosságszabályzó
A 4-es lábra a negatív pólus felől potenciométert lehet kötni. A hangosságszabályzó elhagyható, de akkor egy 18 kiloohmos ellenállást kell betenni helyette.

### Hangszóró
A hangszórót a 2-es láb és a pozitív feszültség közé kell bekötni. Jó minőségű, beépített végfokozata miatt erősítő nem szükséges.

### 3x csöngetési mód használata
A teljes zenei szekvencia meghallgatásához mindkét csengetőlábat egyszerre kell aktiválni.
- Ha csak ezt a módot kívánjuk használni, a csengetőlábakat közvetlenül kell a közös kapcsolóhoz kötni.
- Az összes mód használatához a harmadik gombot a polaritáshelyesen bekötött diódák + oldalára kell kötni, a csengetőlábak pedig külön-külön a diódák - oldalára kerülnek.

### Erősítő
A chip beépített erősítője igen kis teljesítményű, szobahangerőig megfelel.
Amennyiben erősítésre lenne szükség (kapucsengő), úgy figyelembe kell venni, hogy a Q kimeneti lábon (valószínűsíthetően) négyszögjel található, ezáltal közönséges hangerősítők nem alkalmasak erősítésre. Az alábbi erősítési módok működnek:
- Változtathatjuk az L lábra kötött hangosságbeállító ellenállást, ekkor azonban a chip melegedésére számíthatunk.
- Q kimeneti lábra kötjük egy PNP tranzisztor bázisát, mindeközben a kollektorát a földre, míg az emitterét a hangszóróra kötjük. A hangszórót ugyanúgy a + tápfeszültségre kötjük, illetve lecsatlakoztatjuk Q lábról. A tranzisztornak hűtőborda szükséges. Esetleg a tranzisztor bázisát ellenállással is köthetjük Q kimenetre, ekkor természetesen csökken az erősítés, illetve kevésbé melegszik a tranzisztor.
- A kimeneti jeleket szinuszosítjuk, ezek után közönséges hangerősítővel erősítjük a jelet.